# Carlos Noriega
Carlos Noriega (ur. 8 października 1959 w Limie) – peruwiański astronauta, obywatel USA, oficer United States Marine Corps.

## Życiorys
W 1977 ukończył szkołę w Santa Clara w Kalifornii, w 1981 nauki komputerowe na Uniwersytecie Południowej Kalifornii, a w 1990 Naval Postgraduate School. Od 1981 służył w United States Marine Corps, służył m.in. w Marine Corps Air Station w Kaneohe Bay na Hawajach (1983-1985), brał udział w 6-miesięcznej misji pokojowej w Bejrucie. W latach 1986–1988 służył w Tustin w Kalifornii, 1988-1990 uczył się w Naval Postgraduate School w Monterey. Później służył w United States Space Command w Colorado Springs, w Cheyenne Mountain Air Force Station w stanie Kolorado i w sztabie First Marine Aircraft Wing na Okinawie. W styczniu 2003 zakończył służbę w Marine Corps. Ma wylatane około 3000 godzin na różnych typach samolotów. 8 grudnia 1994 został wyselekcjonowany przez NASA jako kandydat na astronautę, w marcu 1995 został wysłany do Centrum Lotów Kosmicznych imienia Lyndona B. Johnsona, gdzie do maja 1996 przechodził szkolenie przygotowawcze. Od 15 do 24 maja 1997 był specjalistą misji STS-84 trwającej 9 dni, 5 godzin i 20 minut. Od 1 do 11 grudnia 2000 był specjalistą misji STS-97 trwającej 10 dni, 19 godzin i 57 minut. Wykonał wówczas trzy spacery kosmiczne trwające łącznie 19 godzin i 20 minut - pierwszy 4 grudnia, trwający 7 godzin i 33 minuty, drugi 5 grudnia, trwający 6 godzin i 37 minut, trzeci 7 grudnia, trwający 5 godzin i 10 minut.
Łącznie spędził w kosmosie 20 dni, godzinę i 17 minut. Opuścił NASA w sierpniu 2011.